# (15752) Eluard
(15752) Eluard ist ein Asteroid des äußeren Hauptgürtels, der am 30. Januar 1992 von Eric Walter Elst an der Europäischen Südsternwarte entdeckt wurde.
Benannt wurde er am 2. April 2007 zu Ehren des französischen Poeten Paul Éluard (1895–1952), der eine wichtige Rolle im Surrealismus spielte.
Der Asteroid gehört zur Gantrisch-Familie. Die Gruppe von Asteroiden wird auch Lixiaohua-Familie genannt, abhängig davon, welchen Asteroiden man als den größeren betrachtet: (3330) Gantrisch oder (3556) Lixiaohua. Es handelt sich um eine Asteroidenfamilie mit über einen langen Zeitraum gesehen relativ chaotischen Bahnparametern, da große Kleinplaneten in der Nähe der Familie (beziehungsweise deren Umlaufbahnen um die Sonne, welche die Bahnen der Familienmitglieder überschneiden) wie zum Beispiel (1) Ceres, (2) Pallas, (4) Vesta, (10) Hygiea, (52) Europa, (511) Davida und (704) Interamnia die Bahnen der Familienmitglieder beeinflussen und die Familie dadurch im Einflussbereich mehrerer Bahnresonanzen liegt.